# ShanghaiTech University
Koordinaten: 31° 10′ 46″ N, 121° 35′ 26″ O
ShanghaiTech University (Kurzzeichen: 上海科技大学; Langzeichen: 上海科技大學; Pinyin: Shànghǎi Kējì Dàxué) ist eine neue Forschungsuniversität in Shanghai, Volksrepublik China mit dem Campus im Zhangjiang Hi-Tech Park und einem temporären Gebäude in der Innenstadt von Shanghai.
Die Universität wurde 2013 gemeinsam von der Stadt Shanghai und der Chinesischen Akademie der Wissenschaften gegründet.
ShanghaiTech hat Kooperationsvereinbarungen mit mehreren ausländischen Universitäten, z. B.: University of California, Berkeley, University of Chicago, Massachusetts Institute of Technology, Drexel University, Universität Padua und USC School of Cinematic Arts.

## Zeitleiste
- Dezember 2016: ShanghaiTech ist in den neuen Campus in Zhangjiang gezogen.
- Frühling 2016: Die ersten Masterstudenten haben ihren Abschluss von der ShanghaiTech University bekommen[12].
- 30. September 2014: Studienbeginn für die ersten 207 Bachelor Studenten.
- Februar 2014: Gründungspräsident Jiang Mianheng und der Vorsitzende der Hochschulrats Zhu Zhiyuan werden ins Amt eingeführt.
- 24. Januar 2014: Das Chinesische Bildungsministerium genehmigt ShanghaiTechs 2014 grundständiges Studienprogramm.
- 30. September 2013: Das Chinesische Bildungsministerium genehmigt die Gründung der ShanghaiTech University.
- 3. September 2013: Die ersten 296 postgradualen Studenten beginnen ihr Studium.
- 28. Dezember 2012: Grundsteinlegung für den neuen Campus im Pudong Science and Technology Park.
- 28. April 2012: Das Chinesische Bildungsministerium genehmigt die Planungen für die ShanghaiTech University.
- 23. Mai 2011: Die Stadtverwaltung von Shanghai und die Chinesische Akademie der Wissenschaften (CAS) beschließen zusammen die Gründung der "ShanghaiTech Development Steering Group" und der "ShanghaiTech Development Working Group".
- 26. September 2008: Die Chinesische Akademie der Wissenschaften (CAS) und die Stadtverwaltung von Shanghai unterschreiben einen Kooperationsvertrag für die gemeinsame Gründung des Shanghai Pudong Science and Technology Park of CAS, des Shanghai Advanced Research Institute (SARI) vom CAS, und einer Forschungsuniversität.
- 23. Juni 2004: Die Stadtverwaltung von Shanghai und die Chinesische Akademie der Wissenschaften (CAS) leiten die Planungen für eine Forschungsuniversität in Pudong ein.

## Fachbereiche und Institute
Die Universität hat vier Fachbereiche (Stand 2015) und einen weiteren in Planung:
- Physik: School of Physical Science And Technology; Dekan: Peidong Yang
- Informatik, Mathematik und Elektrotechnik: School of Information Science And Technology; Dekan: Cher Wang
- Biologie: School of Life Science And Technology; Dekan: Haifan Lin
- Wirtschaftswissenschaft: School of Entrepreneurship And Management; Dekan: Rosaline May Lee
- (Geplant) Kunst: School of Art And Creativity

Es gibt zwei Forschungsinstitute:
- Shanghai Institute For Advanced Immunochemical Studies; Direktor: Richard A. Lerner
- iHuman Institute; Direktor: Raymond C. Stevens

## Campus
Der Campus befindet sich in der Großgemeinde Zhangjiang im Stadtbezirk Pudong. Auf Grund seiner Lage im Zhangjiang Hi-Tech Park befinden sich viele nationale und internationale Forschungs- und Entwicklungsunternehmen in der Nähe der Universität. Das Shanghai Synchrotron Radiation Facility, das Shanghai Advanced Research Institute und das National Center for Protein Science Shanghai sind in unmittelbarer Nachbarschaft zu finden. Der Campus wurde von Moore Ruble Yudell Architects & Planners entworfen und hat den "Merit Award for Urban Design Award 2012 of the American Institute of Architects, California Council" gewonnen.
Der Campus hat eine Fläche von 0,6 Quadratkilometern und eine Nutzfläche von mehr als 700.000 Quadratmetern. Die Baukosten wurden mit 4,169 Milliarden CNY veranschlagt. Der Campus wurde 2016 fertiggestellt.
Seit Herbst 2014 werden die Bachelorstudenten dort unterrichtet und seit Herbst 2015 finden alle Vorlesungen im neuen Campus statt.

### Zweitcampus in der Innenstadt
Auf dem Gelände der Chinesischen Akademie der Wissenschaften im Xuhui-Distrikt von Shanghai hat ShanghaiTech University einige Räumlichkeiten für die Administration und Forschungskollaboration.

## Forschung und Lehre
2017 hatte die Universität 100 eigene Tenure-Track Professoren sowie 287 angegliederte Professoren, hauptsächlich von der Chinesischen Akademie der Wissenschaften. In Zukunft sollen dort 1.000 Professoren lehren – 500 eigene sowie 500 angegliederte. Die Zahl der Studenten soll von 853 Bachelors und 1.302 Postgraduierten (Stand März 2017) auf 2.000 grundständige und 4.000 graduierte Studenten (inklusive 3.000 Doktoranden) anwachsen. Das niedrige Studenten-zu-Professoren Verhältnis von höchstens 12:1 soll dabei eine erstklassige Qualität der Lehre sicherstellen.
An der ShanghaiTech University sind drei Nobelpreisträger tätig. Dr. Roger D. Kornberg, 2006 Nobelpreis für Chemie, und James E. Rothman, 2013 Nobelpreis für Physiologie oder Medizin, sind "Distinguished Professors-in-Residence" am Shanghai Institute for Advanced Immunochemical Studies (SIAIS). Kurt Wüthrich, 2002 Nobelpreis für Chemie, ist ein "Distinguished Professor-in-Residence" an dem iHuman Institute.

### Bachelor-Programm
Das Bachelorstudium an der ShanghaiTech University dauert vier Jahre und wird in jedem Schuljahr in drei Semester aufgeteilt, wobei das einmonatige Sommersemester hauptsächlich für Projektkurse sowie sonstige Kunst- und Weiterbildungsklassen reserviert ist.
Die Universität legt viel Wert auf eine liberale Erziehung und die Vermittlung von Kreativ-Fähigkeiten. Es wurden einige originäre Kurse entwickelt, wie zum Beispiel "Introduction to Information Science and Technology", Einführung in die Chinesische Zivilisation und Einführung die die Globale Zivilisation.
Die "School of Entrepreneurship And Management" bietet Kurse für Studenten aller Fachrichtungen an, zum Beispiel Design Thinking.

### Graduierten Programm
Gegenwärtig (Stand November 2015) vergibt die Universität Abschlüsse der Chinesischen Akademie der Wissenschaften. Sobald die neu entwickelten Lehrgänge von dem Chinesischen Bildungsministerium akkreditiert sind, wird ShanghaiTech University eigene Abschlüsse anbieten.

## Galerie

ShanghaiTech University fotografiert von dem der Universität zugehörigen Turm. Die Bibliothek ist im Zentrum abgebildet und die Professorenwohnungen rechts. Links sind ein Lehrgebäude sowie das Verwaltungszentrum zu sehen. In der zweiten Reihe sind rechts die Studentenwohnheime und links die Forschungsgebäude.

Panoramabild der Hauptachsen der ShanghaiTech University. Die School of Physical Science and Technology (Physik) ist links zu sehen und die School of Information Science And Technology (Informatik und Elektrotechnik) auf der rechten Seite.

Panoramabild entlang der Hauptachse der ShanghaiTech University von November 2015.

Der ShanghaiTech Campus. Sechs Studentenwohnheime für Master und PhD Studenten, die Sporthalle (im Zentrum) und die Bibliothek (ganz rechts) (November 2015).

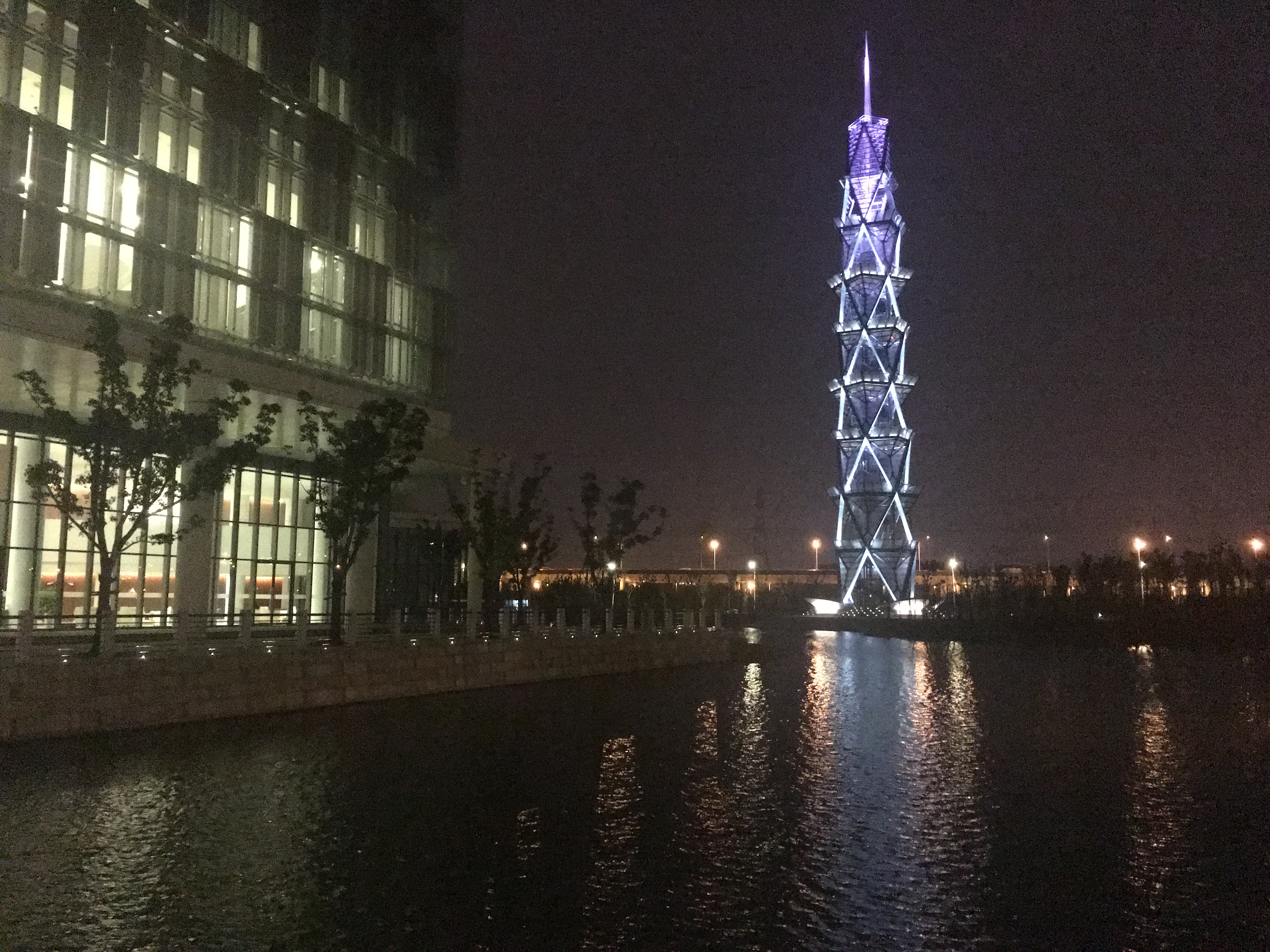
Das Wahrzeichen der ShanghaiTech University – der ShanghaiTech Tower – bei Nacht
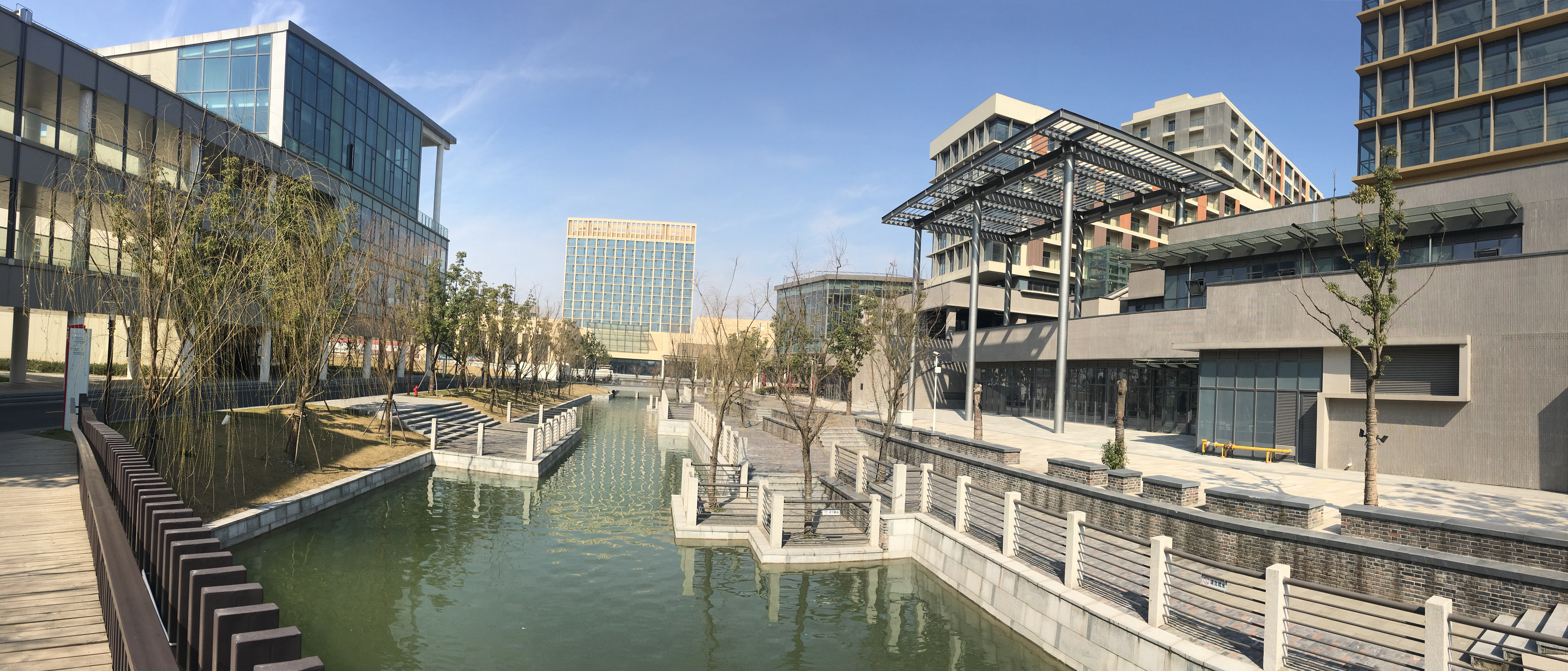
Im Hintergrund das Konferenzzentrum der ShanghaiTech Universität, welches auch ein 5-Sterne Hotel und eine Schwimmhalle beherbergen wird.
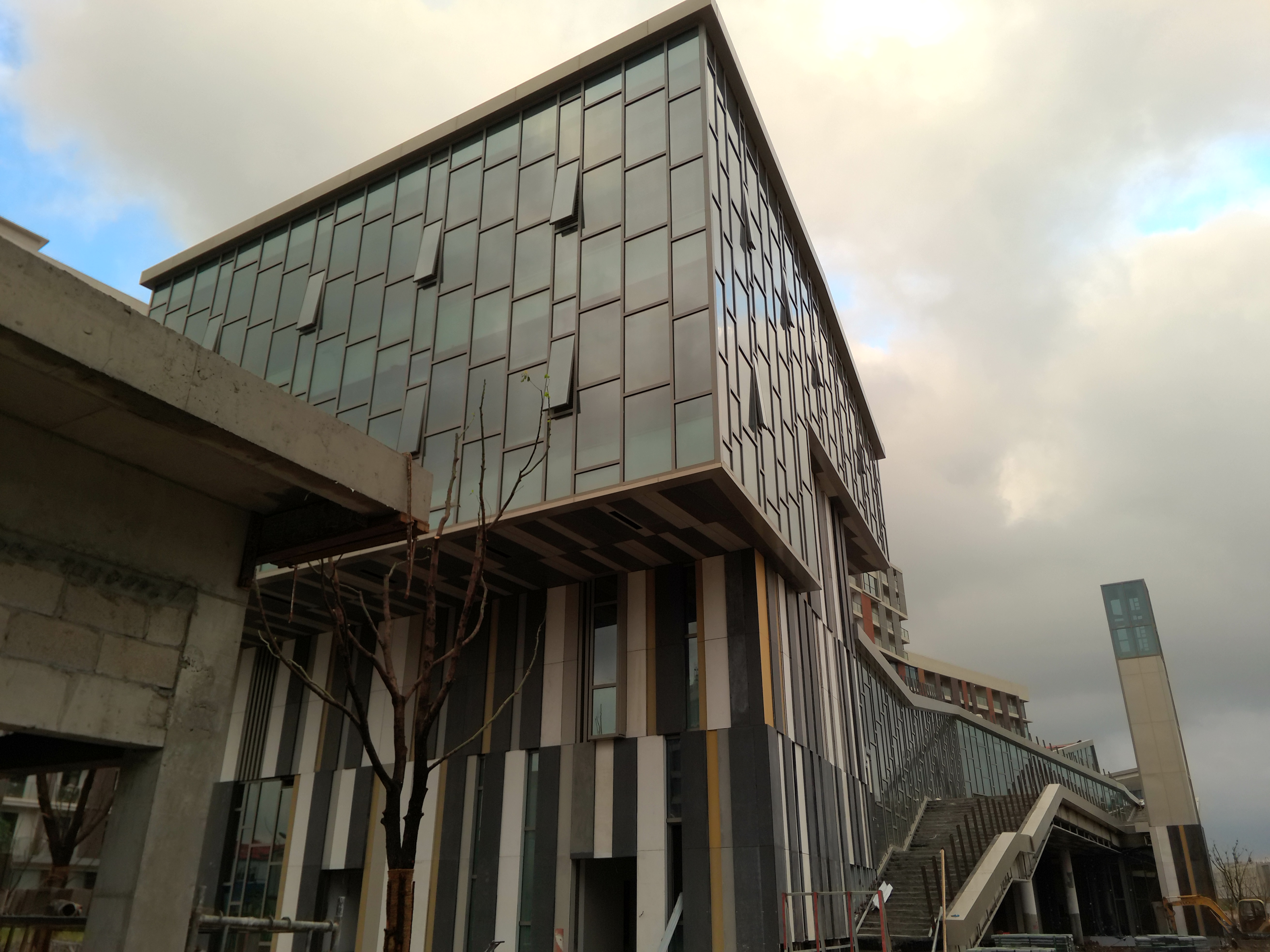
Das Studentenzentrum.
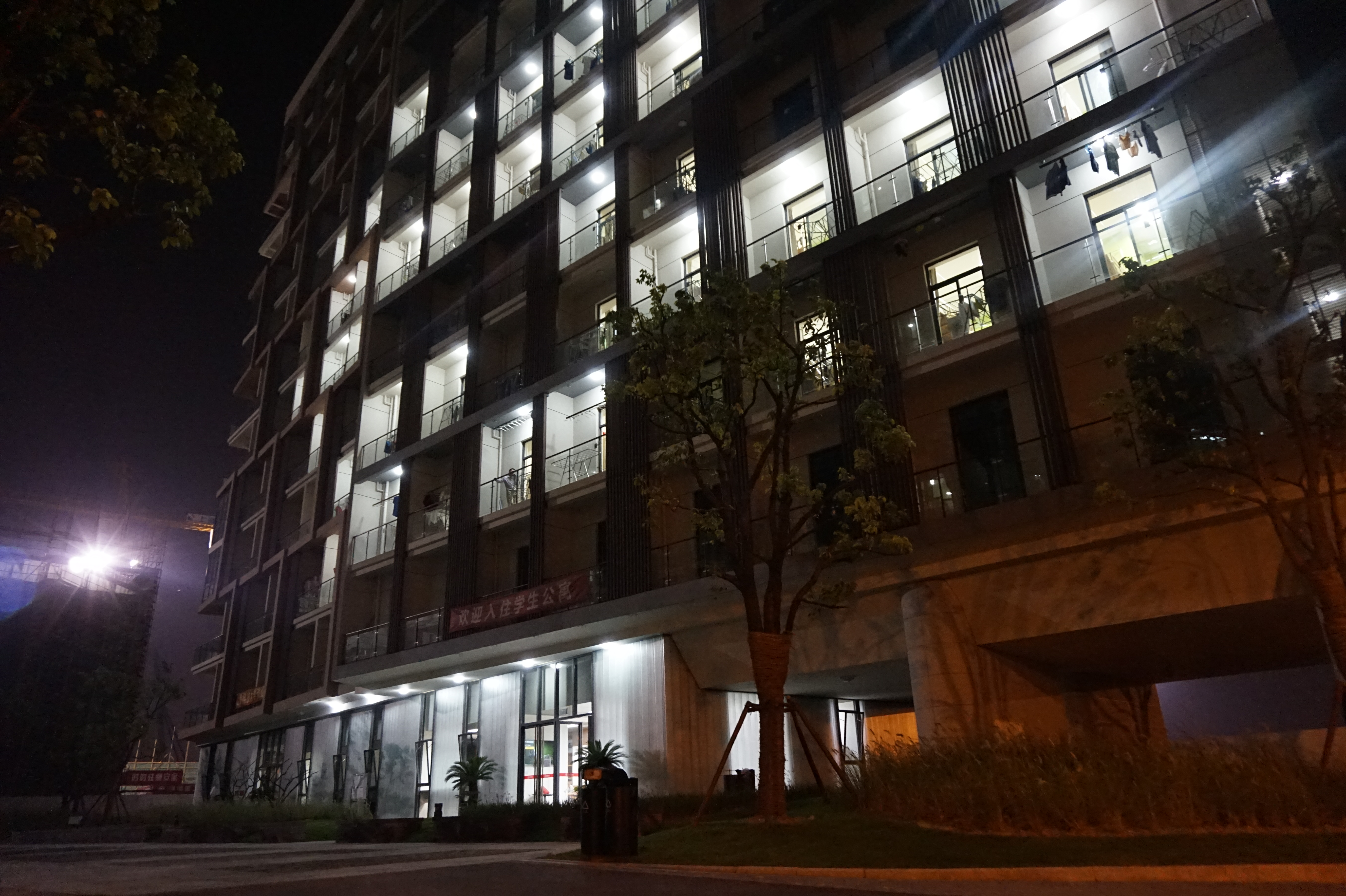
Ein Studentenwohnheim.
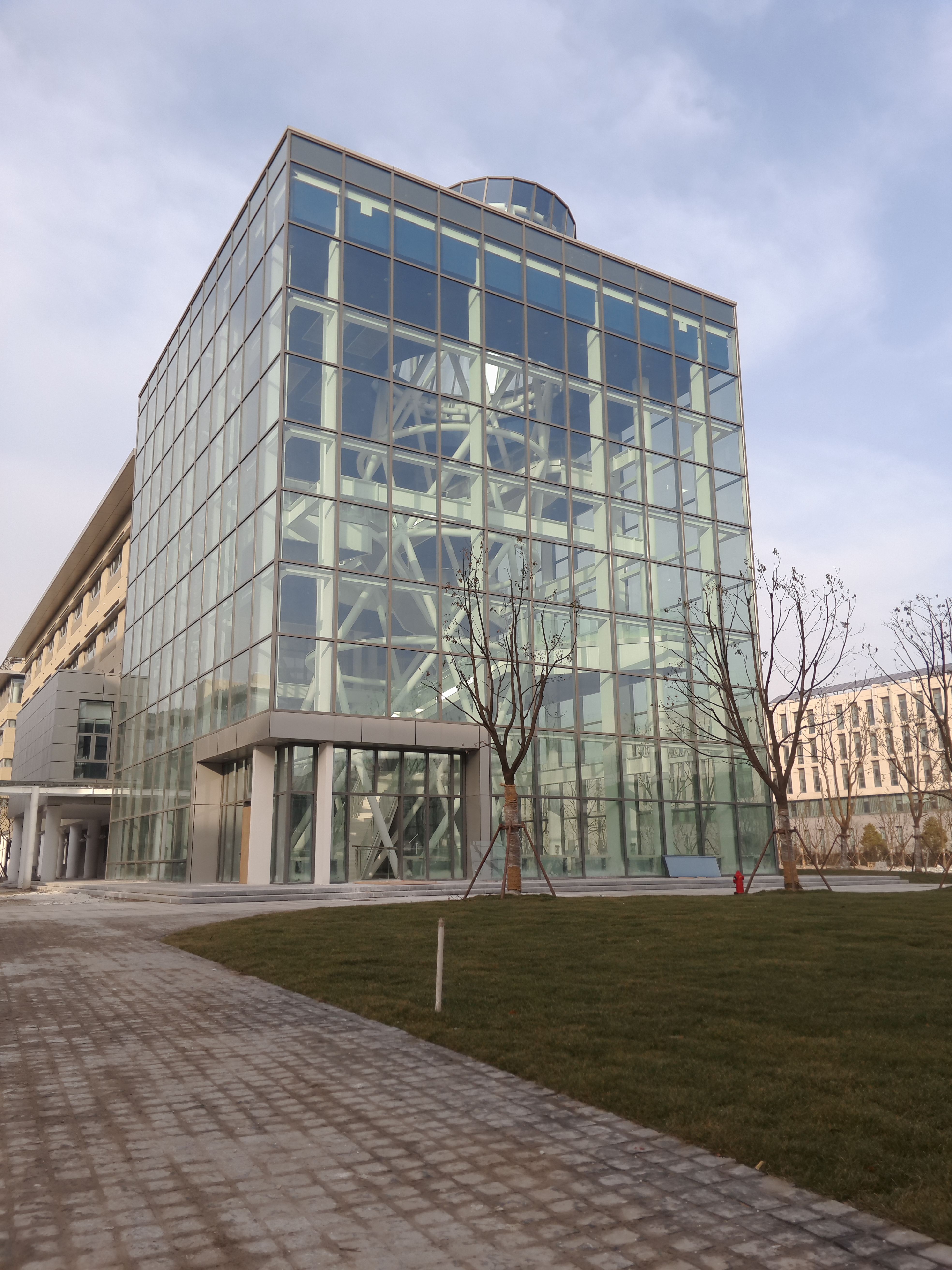
Der Nordturm der School of Physical Science and Technology.
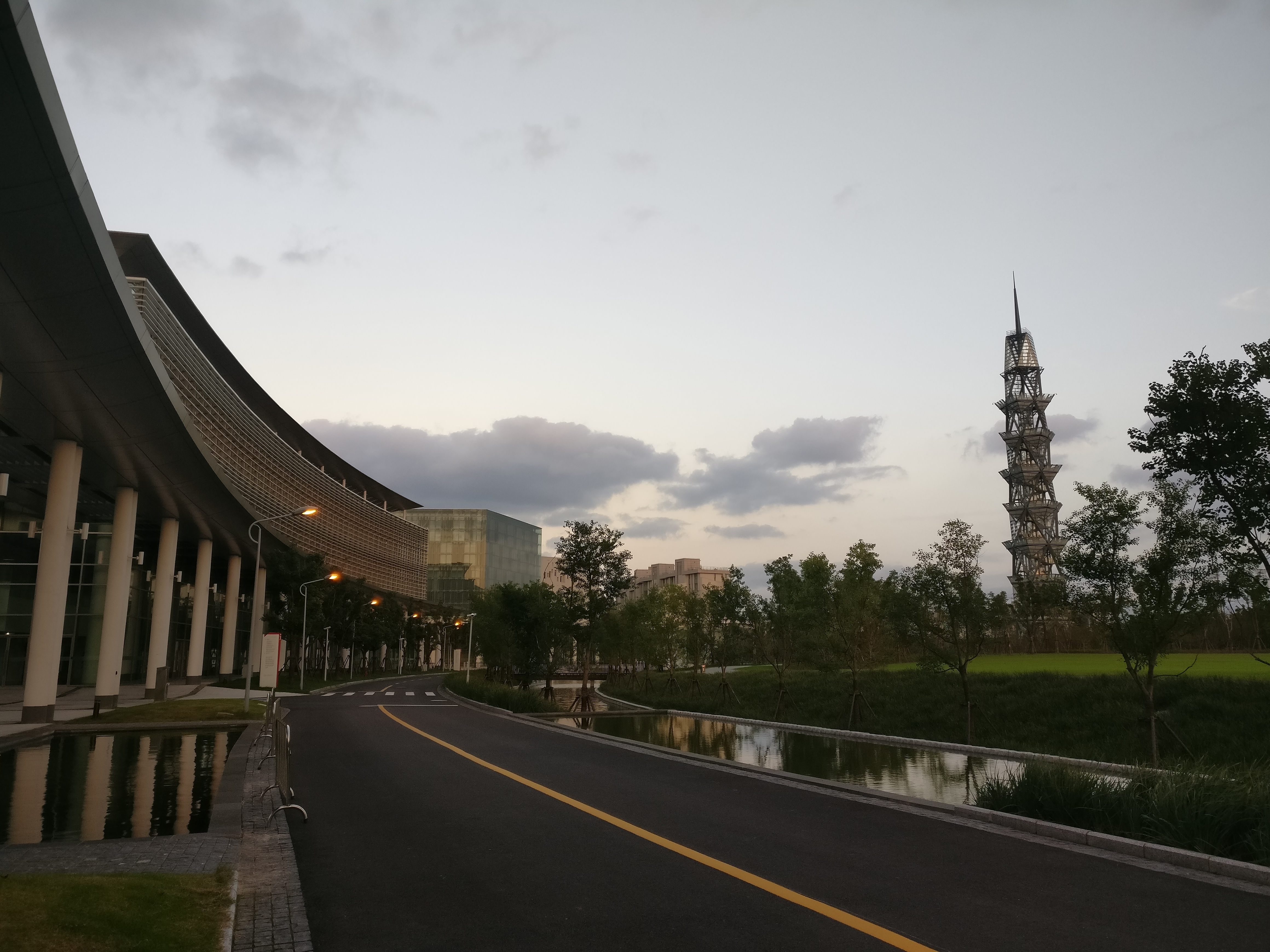
Blick entlang des Vorlesungsgebäudes auf den ShanghaiTech Tower.